# پیاده شو و درستش کن
پیاده شو و درستش کن (انگلیسی: Get Out and Get Under) یک فیلم کمدی صامت کوتاه به کارگردانی هال روچ است که در سال ۱۹۲۰ منتشر شد.

## بازیگران
- هارولد لوید
- میلدرد دیویس
- ویلیام گیلسپی
- والاس هاو
- گیلورد لوید
- ارنی موریسون
- چارلز استیونسون